# Comuna Gura Putilei, Putila
Gura Putilei (în ucraineană Усть-Путила, transliterat: Ust-Putîla) este o comună în raionul Putila, regiunea Cernăuți, Ucraina, formată din satele Bischiv, Gura Putilei (reședința) și Șpetchi.

## Demografie
Componența lingvistică a comunei Gura Putilei
     Ucraineană (99,8%)
     Alte limbi (0,2%)
Conform recensământului din 2001, majoritatea populației comunei Gura Putilei era vorbitoare de ucraineană (99,8%), existând în minoritate și vorbitori de alte limbi.